# Mažučiai (Darbėnai)

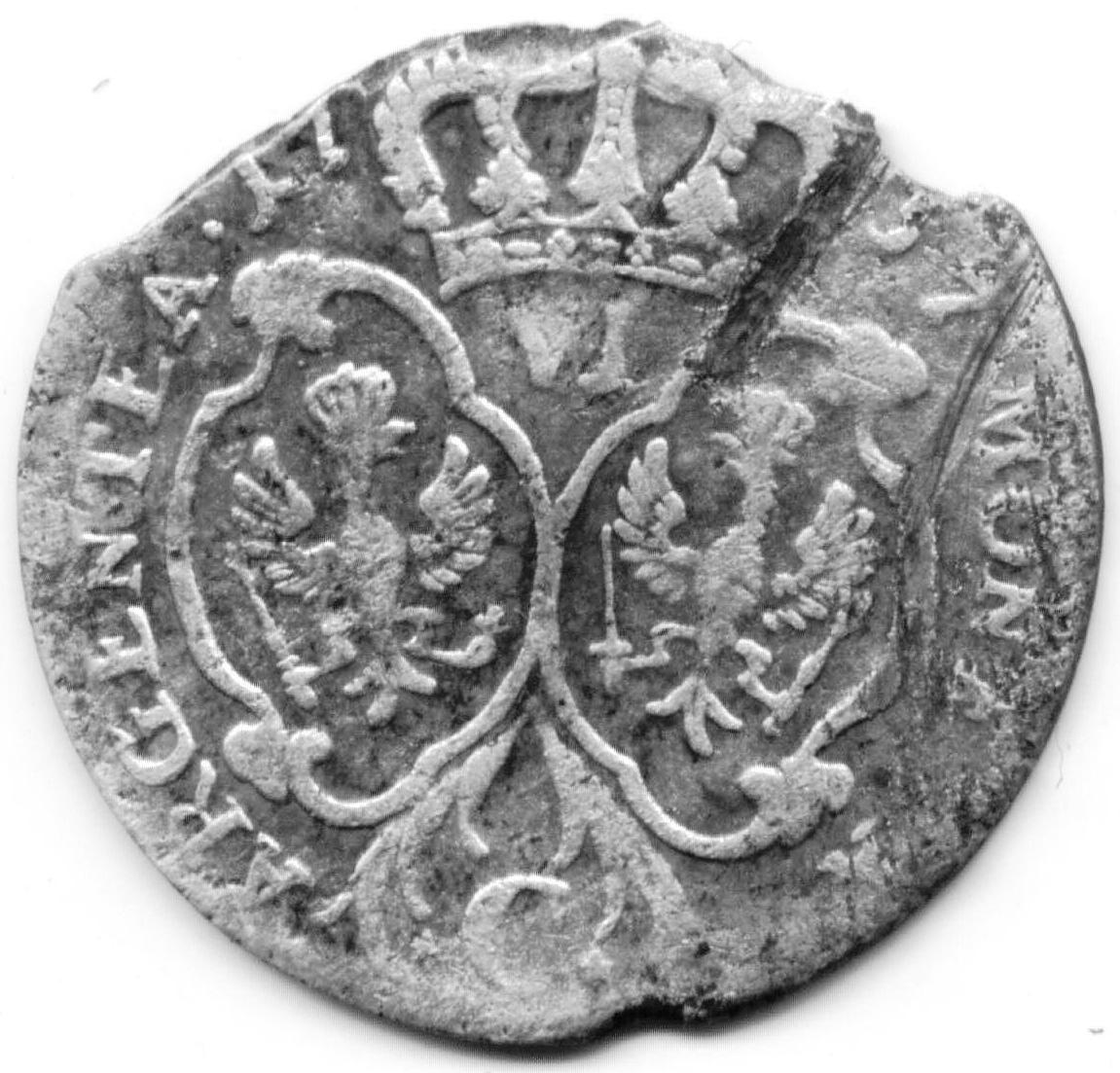
Revers 6 šilingové mince pruského krále Fridricha II. z r. 1757, nalezené v Mažučiai

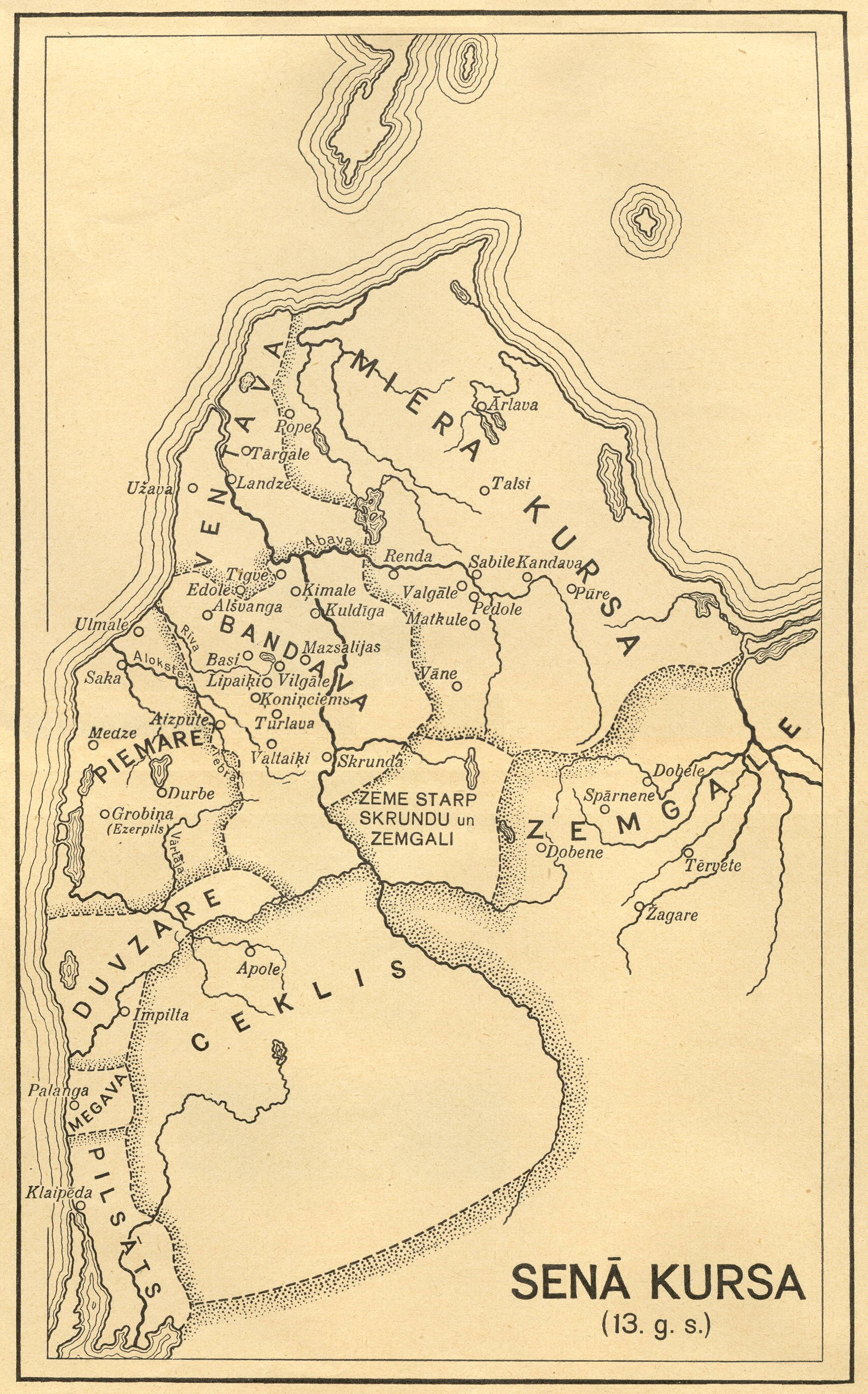
Megava:druhá země odspodu vlevo na ilustraci

Mažučiai je ves v Litvě, v okrese Kretinga v seniorátu Darbėnai, 3 km na západ od Darbėnů, má 23 obyvatel. Na východním okraji vesnice je nejvyšší kopec této (severní) části Pajūrisu: Muzikanto kalnas, dříve uváděná nadmořská výška 36 m n. m., nyní 32,4 m n. m. Ves spadá do historicky velmi staré země jménem Mėguva, dříve také pod názvem Megava, zmiňované již ve 4. století. Ves se nachází necelé 3 km (vzdušnou čarou) od jednoho z nejstarších pohřebišť Kalnalaukio kapinynas na kopci jménem Kalnalaukis v katastru nedaleké obce Lazdininkai, kde bylo kromě novějších hrobů nalezeno i 113 hrobů z období 2. - 6. století.

## Japonská zahrada
Vesnici proslavila zatím ještě zdaleka nedokončená japonská zahrada, kterou začal postupně tvořit v roce 2007 Šarūnas Kasmauskas ve spolupráci s architekty japonských zahrad z Japonska (například Hadžime Watanabe, Hiroši Cunoda, ...). Práce podstatně zpomalila nenadálá hospodářská krize v roce 2009. Je to největší japonská zahrada v Evropě (16 ha), ponese název Údolí zpívajících kamenů (litevsky Dainuojančių akmenų slėnis). Rozkládá se na Muzikantově kopci (litevsky Muzikanto kalnas), nejvyšší kopec v okolí (jeho nadmořská výška se následkem prací nepatrně změnila, nyní je 32,4 m n. m.). Při zakládání rybníčků na kopci bylo odhaleno celkem 24 pramenů. Projekt zatím nemá žádné oficiální sponzory ani ze strany Evropské unie ani ze strany Litevského státu. Veškeré financování zatím nese podnikatel Š. Kasmauskas, jeho rodina za pomoci dobročinných darů.

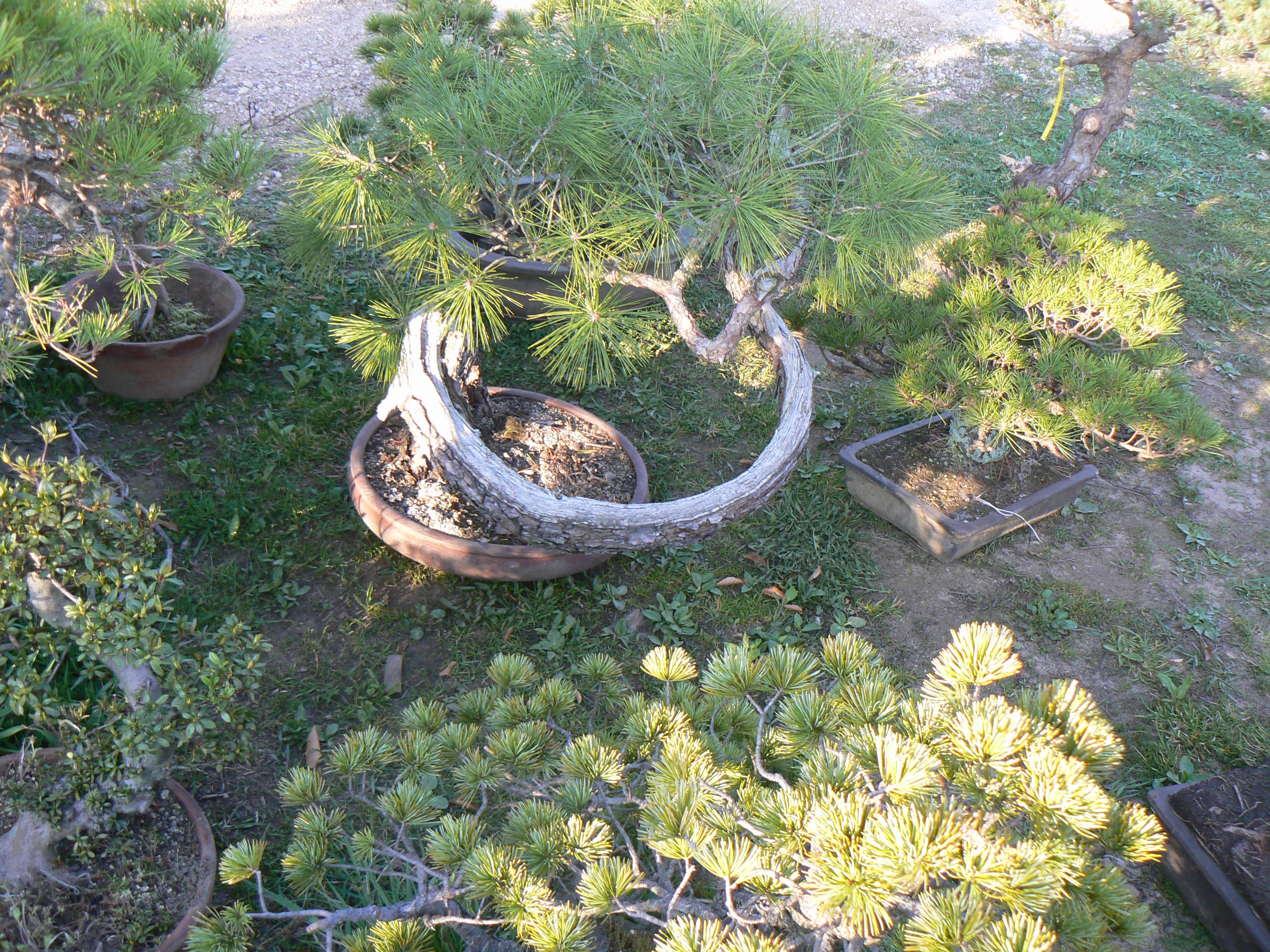
Čerstvá (30.4.2010) zásilka bonsajů z Japonska

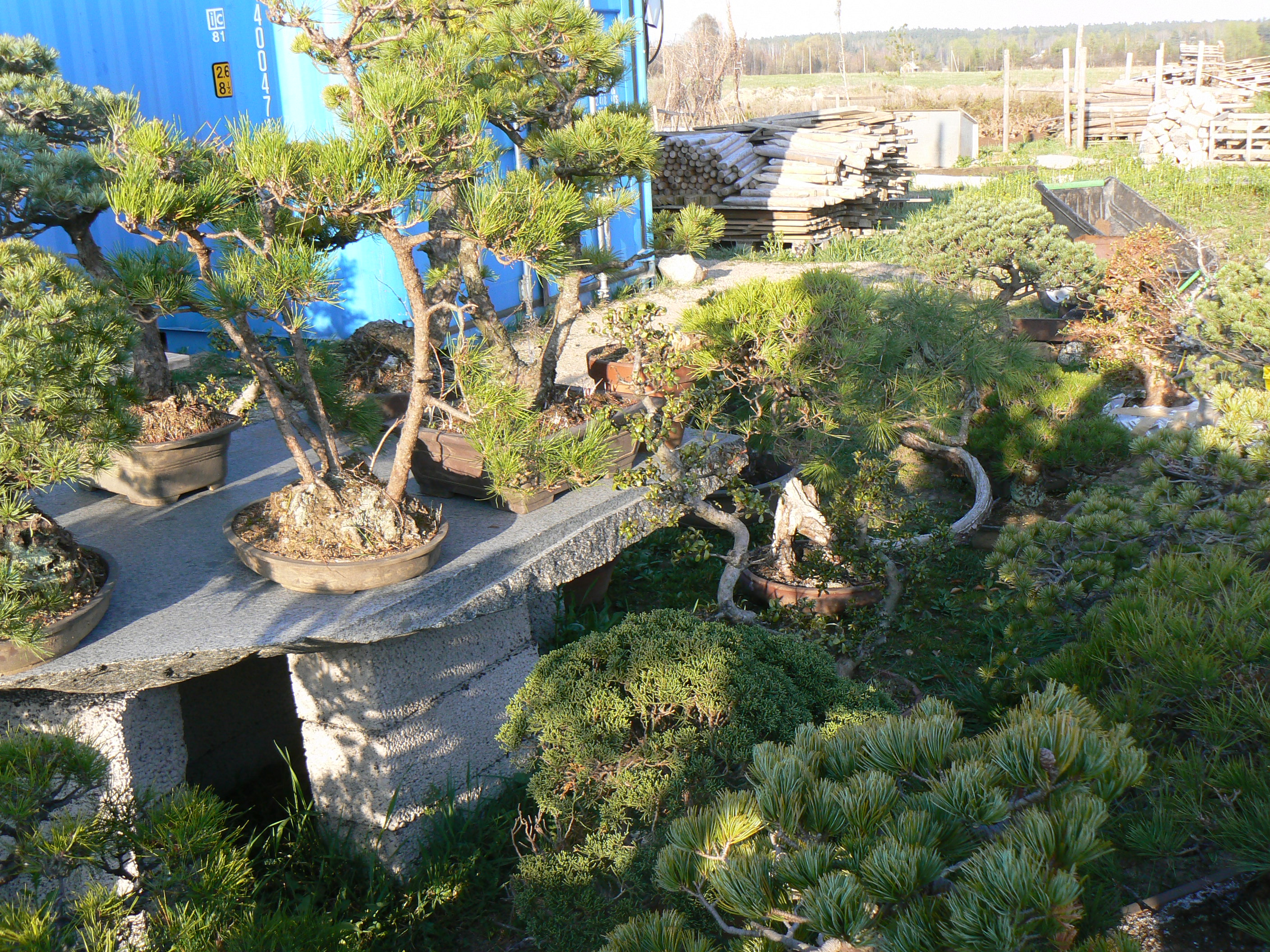
Tatáž zásilka

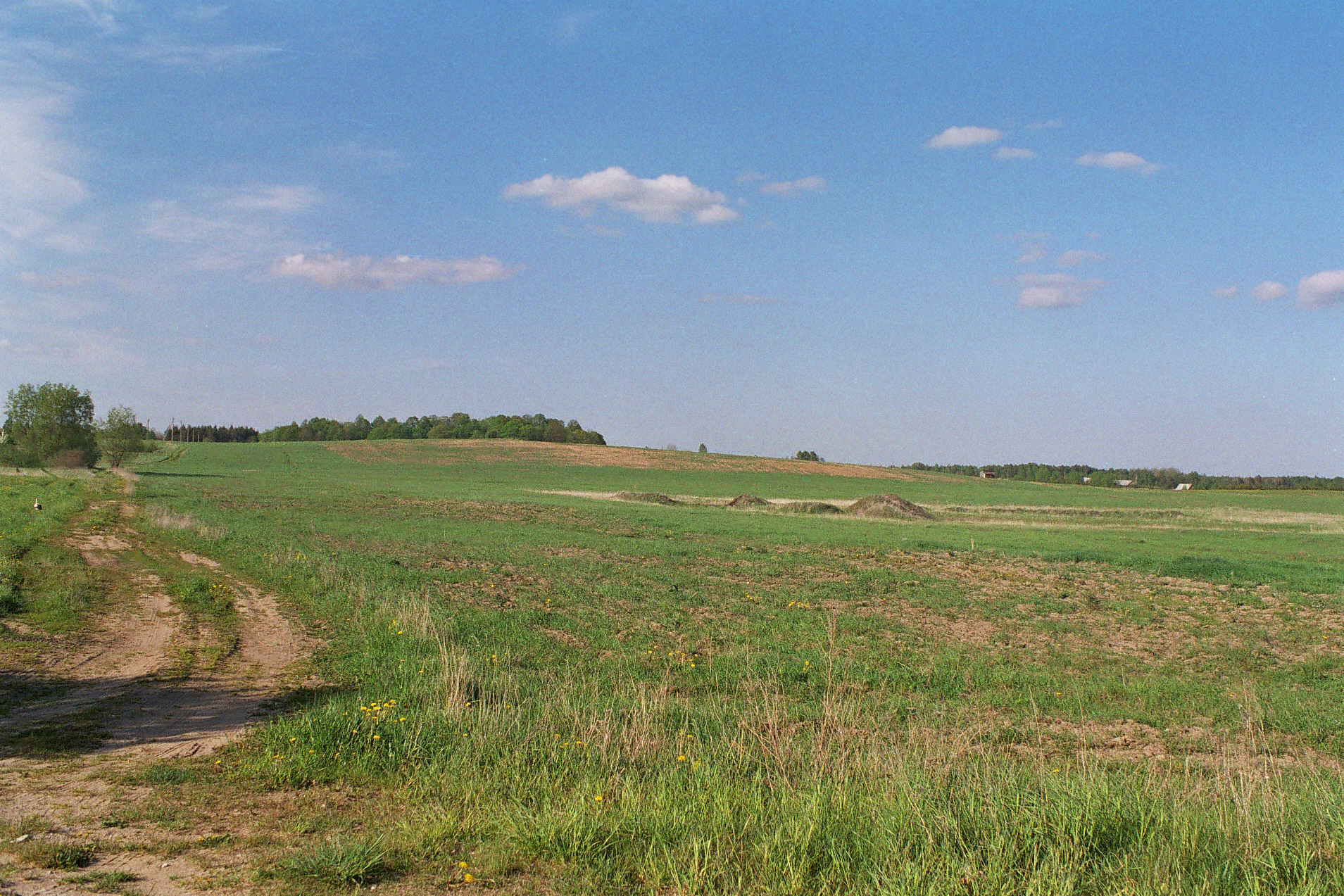
Kopec Muzikanto kalnas od jihojihozápadu